# توم كونلي
توم كونلي (بالإنجليزية: Tom Connelly)‏ هو لاعب كرة قاعدة أمريكي، ولد في 20 أكتوبر 1897 في شيكاغو في الولايات المتحدة، وتوفي في 18 فبراير 1941 في Hines, Illinois ‏ في الولايات المتحدة.

## وصلات خارجية
- توم كونلي على موقعبيزبول رفرنس.كوم (الدوري الرئيسي) (الإنجليزية)